# Idernes
Pour les articles homonymes, voir Idernes.
Idernes est une ancienne commune française du département des Pyrénées-Atlantiques. En 1844, la commune fusionne avec Aurions pour former la nouvelle commune d'Aurions-Idernes. En 1846, la commune, jusque-là membre du canton de Garlin, est ajoutée au canton de Lembeye.

## Géographie
Idernes est un village du Vic-Bilh, situé au nord-est du département et de Pau.

## Toponymie
Le toponyme Idernes apparaît sous les formes 
Ydernes (1385, censier de Béarn) et 
Ydernas (vers 1540, réformation de Béarn).
Son nom béarnais est Idèrnas.

## Histoire
Paul Raymond note qu'en 1385, Idernes dépendait du bailliage de Lembeye et comptait trois feux.

## Démographie
| 1793 | 1800 | 1806 | 1821 | 1831 | 1836 |
| ---- | ---- | ---- | ---- | ---- | ---- |
| 107  | 102  | 122  | 107  | 114  | 119  |

## Pour approfondir